# وشمینا
وشمینا (به چکی: Všemina) یک منطقهٔ مسکونی در جمهوری چک است که در شهرستان زلین واقع شده‌است. وشمینا ۱۱٫۶۵ کیلومتر مربع مساحت و ۱٬۱۲۶ نفر جمعیت دارد و ۳۷۰ متر بالاتر از سطح دریا واقع شده‌است.